# 藪仲義彦
藪仲 義彦（やぶなか よしひこ、1936年3月4日 - ）は、日本の政治家。元公明党衆議院議員（6期）。

## 来歴
東京都大田区出身。中央大学経済学部中退。公明党機関紙局政治部記者を経て、1976年の総選挙で旧静岡1区から立候補して初当選。6期務めた。1993年に引退した。
2019年4月、公明党の推薦で中央選挙管理会予備委員に就任（2022年まで）。